# Europa Cup i ishockey 1968-69
Europa Cup 1968-69 var den fjerde udgave af Europa Cup'en i ishockey, arrangeret af International Ice Hockey Federation, og turneringen blev spillet i perioden fra oktober 1968 til 12. oktober 1969. Den skulle have haft deltagelse af af 16 klubhold fra 15 forskellige nationer, men efter Warszawapagtlandenes nedkæmpelse af foråret i Prag meldte de tjekkoslovakiske hold, den forsvarende mester TJ ZKL Brno og den tjekkoslovakiske mester ASD Dukla Jihlava, afbud. Officielt blev afbuddene begrundet med terminsproblemer for ikke af støde Sovjetunionen. I sympati med tjekkoslovakkerne valgte de nordiske hold Brynäs IF og Koo-Vee også at melde afbud i kampene mod hold fra Warszawapagten.
Europa Cup'en havde for første gang deltagelse af et hold fra Sovjetunionen, HK CSKA Moskva, som vandt turneringen efter finalesejr over EC Klagenfurter AC fra Østrig.

## Format og hold
De nationale mestre i sæsonen 1967-68 i IIHF's medlemslande i Europa kunne deltage i turneringen, sammen med den forsvarende mester, TJ ZKL Brno. Turneringen blev afviklet som en cupturnering, hvor hvert opgør blev spillet over to kampe, idet holdene mødtes på både hjemme- og udebane. Opgørene blev afgjort i form at summen af de to resultater, og hvis stillingen var uafgjort, blev opgøret afgjort i straffeslagskonkurrence umiddelbart efter den anden kamp.
| - Chamonix HC - Újpesti Dózsa SC - Metalurg Pernik - EC Klagenfurter AC - HC La Chaux-de-Fonds - GKS Katowice - CS Dinamo Bucureşti - HK Jesenice | - Vålerenga IF - Koo-Vee - SC Dynamo Berlin - Brynäs IF - EV Füssen - ASD Dukla Jihlava - TJ ZKL Brno (forsvarende mester) - HK CSKA Moskva |

## Resultater

### Første runde
| Datoer | Datoer | Hjemmehold i 1.kamp | Hjemmehold i 2.kamp  | Total | 1.kamp       | 2.kamp       |
| ------ | ------ | ------------------- | -------------------- | ----- | ------------ | ------------ |
| 31.10. |        | HK Jesenice         | EC Klagenfurter AC   | 7−11  | 4−6          | 3−5          |
| 17.9.  |        | HC Chamonix         | HC La Chaux-de-Fonds | 2−9   | 2−5          | 0−4          |
|        | 11.11. | Metalurg Pernik     | Újpesti Dózsa SC     | 7−11  | 4−4          | 3−7          |
| 3.11.  | 15.11. | Vålerenga IF        | Brynäs IF            | 7−24  | 3−7          | 4−17         |
| -      | -      | GKS Katowice        | Koo-Vee              | w.o.  | Ikke spillet | Ikke spillet |
| -      | -      | SC Dynamo Berlin    | CS Dinamo Bucureşti  | w.o.  | Ikke spillet | Ikke spillet |

### Anden runde
| Datoer | Datoer | Hjemmehold i 1.kamp  | Hjemmehold i 2.kamp | Total | 1.kamp       | 2.kamp       |
| ------ | ------ | -------------------- | ------------------- | ----- | ------------ | ------------ |
| 7.12.  | 19.12. | EC Klagenfurter AC   | EV Füssen           | 7−3   | 5−2          | 2−1          |
| 2.12.  | 9.12.  | HC La Chaux-de-Fonds | Újpesti Dózsa SC    | 13−6  | 10−4         | 3−2          |
| 2.12.  | 9.12.  | GKS Katowice         | SC Dynamo Berlin    | 4−5   | 1−2          | 3−3          |
| -      | -      | Brynäs IF            | ASD Dukla Jihlava   | w.o.  | Ikke spillet | Ikke spillet |

### Kvartfinaler
| Datoer | Datoer | Hjemmehold i 1.kamp  | Hjemmehold i 2.kamp | Total | 1.kamp       | 2.kamp       |
| ------ | ------ | -------------------- | ------------------- | ----- | ------------ | ------------ |
| 15.1.  | 28.1.  | HC La Chaux-de-Fonds | EC Klagenfurter AC  | 8−8   | 4−5          | 4−3          |
| -      | -      | SC Dynamo Berlin     | Brynäs IF           | w.o.  | Ikke spillet | Ikke spillet |

### Semifinaler
I semifinalerne trådte de forsvarende mestre, TJ ZKL Brno, og de sovjetiske mestre HK CSKA Moskva, ind i turneringen.
| Datoer | Datoer | Hjemmehold i 1.kamp | Hjemmehold i 2.kamp | Total | 1.kamp       | 2.kamp       |
| ------ | ------ | ------------------- | ------------------- | ----- | ------------ | ------------ |
| -      | -      | EC Klagenfurter AC  | TJ ZKL Brno         | w.o.  | Ikke spillet | Ikke spillet |
| 6.4.   | 8.4.   | SC Dynamo Berlin    | HK CSKA Moskva      | 1−24  | 1−11         | 0−13         |

### Finale
| Datoer | Datoer | Hjemmehold i 1.kamp | Hjemmehold i 2.kamp | Total | 1.kamp | 2.kamp |
| ------ | ------ | ------------------- | ------------------- | ----- | ------ | ------ |
| 10.10. | 12.10. | EC Klagenfurter AC  | HK CSKA Moskva      | 4−23  | 1−9    | 3−14   |